# 大风阁站
大风阁站是西安地铁8号线的一座车站，位于中华人民共和国陕西省西安市未央区朱宏路与锦荣路交叉口。本站因汉城湖中的大风阁得名。

## 车站结构
本站为地下二层岛式站台车站。
| 地面              | 出入口 | A、C、D出入口                                                                                     |
| 地下一层          | 站厅   | 客服中心、自动售票机、长安通自助机                                                                |
| 地下二层          | 站台   | \| \| \| █ 8号线内环（霸城门） \| \| 島式 · 開左邊车门 \| \| \| \| \| \| █ 8号线外环（红庙坡） \| |
|                   |        | █ 8号线内环（霸城门）                                                                             |
| 島式 · 開左邊车门 |        |                                                                                                   |
|                   |        | █ 8号线外环（红庙坡）                                                                             |

## 公共艺术
本站是8号线29座标准站之一，所处的西段以“秋之金”为装潢主题色。

## 出入口
本站共有3个出入口。
|            |                            |      |
| 编号       | 指示                       | 图片 |
| A          | 朱宏路（西）               |      |
| C          | 锦荣路（南）、朱宏路（东） |      |
| D          | 锦荣路（北）、朱宏路（东） |      |
| 无障碍电梯 |                            |      |

## 历史
本站在建设时称作范家村站。
- 2024年12月26日：车站随8号线通车启用[3]。